# 加茲登 (印地安納州)
加茲登（英語：Gadsden）是位於美國印地安納州布恩縣的一個非建制地區。該地的面積和人口皆未知。

## 地理
加茲登的座標為40°02′50″N 86°20′45″W / 40.04722°N 86.34583°W，而該地的平均海拔高度為290米（即951英尺）。